# Hycleus postbilunulatus
Hycleus postbilunulatus es una especie de coleóptero de la familia Meloidae.

## Distribución geográfica
Habita en el Kurdistán.